# Коронавируси
Коронавирусите (Coronaviridae) са семейство едноверижни РНК вируси.
Повечето от тях заразяват животни като прилепи, пилета, камили и котки. Понякога вирусите, които заразяват един вид, могат да мутират по такъв начин, който им позволява да започнат да заразяват друг вид. Това се нарича „кръстосано предаване на видове“ или „преливане“.
Първият коронавирус е открит при пилета през 30-те години на XX век.
Изминали няколко десетилетия преди да бъдат идентифицирани първите човешки коронавируси през 60-те години на XX в. Към днешна дата седем коронавируса имат способността да причиняват заболявания при хората. Четири са ендемични (редовно се срещат сред конкретни хора или в определена област) и обикновено причиняват леко заболяване, но три могат да причинят много по-сериозно такова и дори фатална болест.

## Класификация
Към януари 2020 г. семейството включва 40 вида, комбинирани в две подсемейства:
Семейство Коронавируси
- Подсемейство Letovirinae
  - Род Alphaletovirus
    - Подрод Milecovirus
      - Вид Microhyla letovirus 1
- Подсемейство Ортокоронавируси (Orthocoronavirinae, Coronavirinae)
  - Род Алфакоронавируси (Alphacoronavirus)
    - Подрод Colacovirus
      - Вид Bat coronavirus CDPHE15

    - Подрод Decacovirus
      - Вид Bat coronavirus HKU10
      - Вид Rhinolophus ferrumequinum alphacoronavirus HuB-2013

    - Подрод Duvinacovirus
      - Вид Човешки коронавирус 229E (Human coronavirus 229E, HCoV-229E)

    - Подрод Luchacovirus
      - Вид Lucheng Rn rat coronavirus

    - Подрод Minacovirus
      - Вид Ferret coronavirus
      - Вид Mink coronavirus 1

    - Подрод Minunacovirus
      - Вид Miniopterus bat coronavirus 1
      - Вид Miniopterus bat coronavirus HKU8

    - Подрод Myotacovirus
      - Вид Myotis ricketti alphacoronavirus Sax-2011

    - Подрод Nyctacovirus
      - Вид Nyctalus velutinus alphacoronavirus SC-2013

    - Подрод Pedacovirus
      - Вид Porcine epidemic diarrhea virus
      - Вид Scotophilus bat coronavirus 512

    - Подрод Rhinacovirus
      - Вид Rhinolophus bat coronavirus HKU2

    - Подрод Setracovirus
      - Вид Човешки коронавирус NL63 (Human coronavirus NL63, HCoV-NL63)
      - Вид NL63-related bat coronavirus strain BtKYNL63-9b

    - Подрод Tegacovirus
      - Вид Alphacoronavirus 1

  - Род Бетакоронавируси (Betacoronavirus)
    - Подрод Embecovirus
      - Вид Betacoronavirus 1
        - Подвид Човешки коронавирус OC43 (Human coronavirus OC43, HCoV-OC43)

      - Вид China Rattus coronavirus HKU24
      - Вид Човешки коронавирус HKU1 (Human coronavirus HKU1, HCoV-HKU1)
      - Вид Murine coronavirus

    - Подрод Hibecovirus
      - Вид Bat Hp-betacoronavirus Zhejiang2013

    - Подрод Merbecovirus
      - Вид Hedgehog coronavirus 1
      - Вид БИРС коронавирус (Middle East respiratory syndrome-related coronavirus, MERS-CoV) – причинител на БИРС
      - Вид Pipistrellus bat coronavirus HKU5
      - Вид Tylonycteris bat coronavirus HKU4

    - Подрод Nobecovirus
      - Вид Rousettus bat coronavirus GCCDC1
      - Вид Rousettus bat coronavirus HKU9

    - Подрод Sarbecovirus
      - Вид ТОРС коронавирус (Severe acute respiratory syndrome-related coronavirus, SARS-CoV) – причинител на ТОРС
        - Щам Нов коронавирус 2019 (SARS-CoV-2)

  - Род Гамакоронавируси (Gammacoronavirus)
    - Подрод Cegacovirus
      - Вид Beluga whale coronavirus SW1

    - Подрод Igacovirus
      - Вид Avian coronavirus

  - Род Делтакоронавируси (Deltacoronavirus)
    - Подрод Andecovirus
      - Вид Wigeon coronavirus HKU20

    - Подрод Buldecovirus
      - Вид Bulbul coronavirus HKU11
      - Вид Coronavirus HKU15
      - Вид Munia coronavirus HKU13
      - Вид White-eye coronavirus HKU16

    - Подрод Herdecovirus
      - Вид Night heron coronavirus HKU19

    - Подрод Moordecovirus
      - Вид Common moorhen coronavirus HKU21